# Maria Dobroniega de Kiev
Maria Dobroniega de Kiev (c. 1012 – 13 de dezembro de 1087) foi uma nobre polonesa. 
Princesa da Rússia de Kiev e duquesa da Polônia por casamento com Casimiro I, foi rainha da Polônia de 1040–1058, até a morte de Casimiro.

## Biografia
Maria foi uma das filhas mais jovens de Vladimir I, Grande Príncipe de Kiev. A identidade de sua mãe ainda é motivo de debate. O Grande Príncipe Vladimir I se casou sete vezes e teve muitos filhos, tanto legítimos quanto ilegítimos. Anna Porfirogênita, sua sexta esposa, faleceu quatro anos antes de Vladimir. Segundo o cronista Dietmar de Merseburgo, que escreveu com base em relatos contemporâneos, Boleslau I da Polónia capturou a viúva de Vladimir I durante uma invasão a Kiev em 1018. Durante muito tempo, os historiadores não tinham pistas sobre quem seria essa esposa.
O historiador Nicholas Baumgarten sugeriu uma possível identidade, com base nos registros controversos da Genealogia Welforum e da Historia Welforum Weingartensis. Esses documentos mencionam que uma das filhas de Kuno von Oenningen (futuro Duque Conrado I da Suábia) com uma "filha de Otão, o Grande, imperador" (possivelmente Regelinda Otona, filha que alguns consideram ilegítima e outros, legítima, nascida do primeiro casamento de Otão com Edith da Inglaterra) teria se casado com o "rei dos Rus". Baumgarten interpretou essa evidência como uma referência à última esposa de Vladimir I, que poderia ser a mãe de Maria.

## Casamento
Por volta de 1040, Maria se casou com Casimiro I, o Restaurador, Duque da Polônia. Esse casamento foi estratégico, pois ajudou Casimiro a obter apoio para recuperar o trono polonês. Casimiro já havia tentado reivindicar o trono duas vezes antes, mas fracassou em ambas. Com o apoio do irmão de Maria, Jaroslau I, o Sábio, ele finalmente conseguiu ter sucesso em sua reivindicação.

## Descendência
Maria e Casimiro tiveram cinco filhos:  
- Boleslau II, o Ousado (1043 – cerca de 2/3 de abril de 1081/82).
- Ladislau I Herman da Polônia (1044 – cerca de 4 de junho de 1102).
- Miecislau I da Polónia (cerca de 16 de abril de 1045 – 28 de janeiro de 1065).
- Otto (1046 – 1048, faleceu na infância).
- Świętosława (1048 – cerca de 1º de setembro de 1126), casou-se em 1062 com Bratislau II da Boémia, que se tornou rei em 1085.

O marido de Maria faleceu em 28 de novembro de 1058. Seu filho de 16 anos, Boleslau, mais tarde se tornou Rei da Polônia em 1076. Boleslau II é lembrado como um dos governantes mais competentes da dinastia Piast, embora tenha sido deposto e expulso do país em 1079.
Maria sobreviveu ao seu filho mais velho por cinco ou seis anos, falecendo em 1087.